# Praça da Árvore (métro de São Paulo)
Praça da Árvore est l'une des stations de la ligne 1 - Bleue du métro de São Paulo. Elle a été inaugurée le 14 septembre 1974. Elle s'appelle Praça da Árvore en raison de l'existence d'un bois dans la région de Saúde au XIXe siècle et en raison de l'ancienne gare ferroviaire.

## Situation sur le réseau

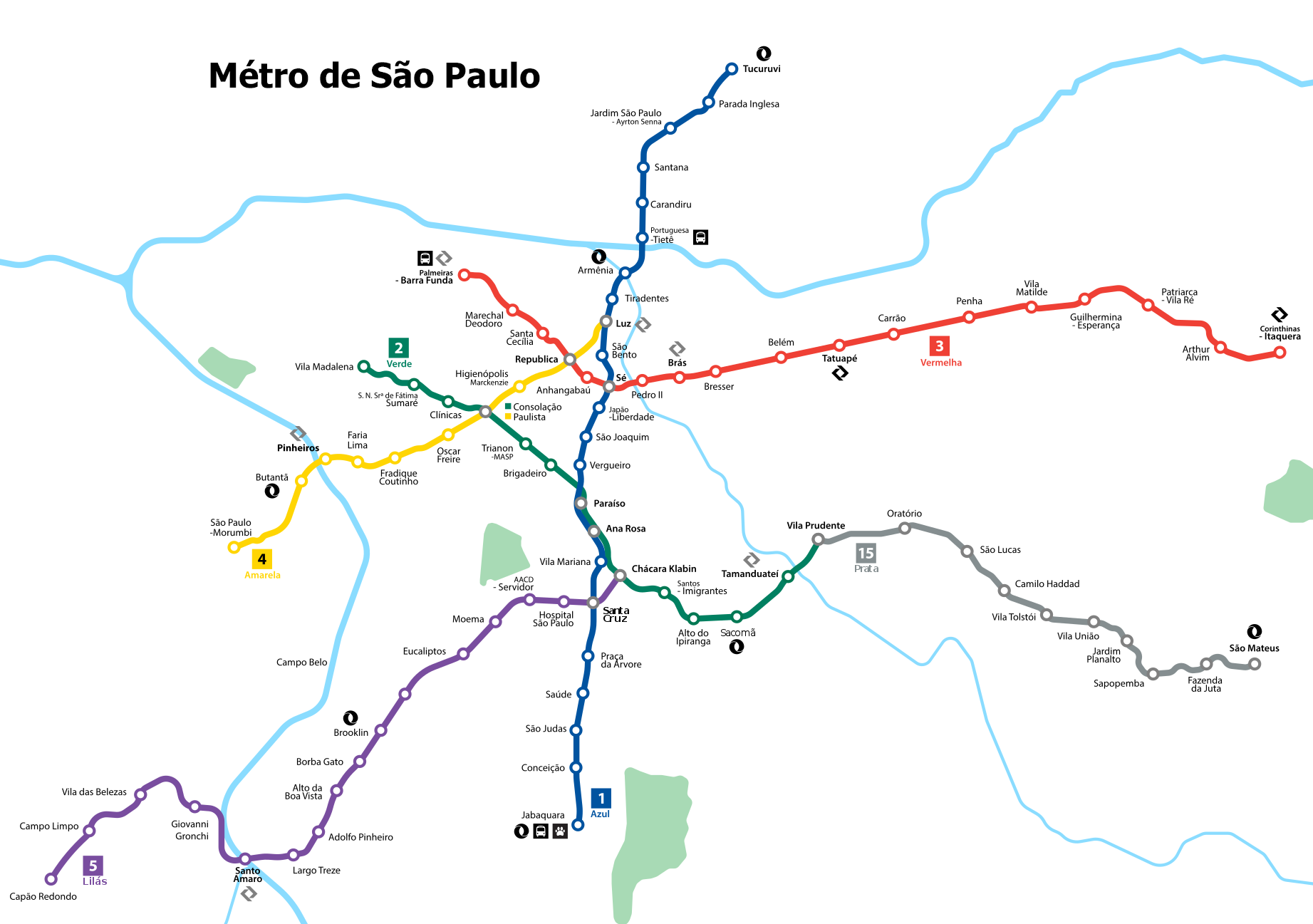
Plan du Métro de São Paulo 2020.

Établie en souterrain, la station Praça da Árvore est située sur la ligne 1 (Bleue) du métro de São Paulo, entre les stations : Santa Cruz, en direction du terminus Tucuruvi, et Saúde, en direction du terminus Jabaquara.

## Caractéristiques
La station est enterrée, avec une mezzanine de distribution et des quais latéraux avec structure en béton apparent. Elle a une superficie construite de 6 225 mètres carrés. Sa capacité est de vingt mille voyageurs par heure aux heures de pointe.

## Demande moyenne de la station
La demande moyenne de la station est de 22 mille voyageurs par jour, selon les données du Métro, considérée comme la plus faible demande de la Zone sud, avec la station São Judas.

## Tableau
| Code | Station         | Inauguration      | Capacité                        | Intégration                 | Quais    | Position    | Notes                                     |
| ---- | --------------- | ----------------- | ------------------------------- | --------------------------- | -------- | ----------- | ----------------------------------------- |
| ARV  | Praça da Árvore | 14 septembre 1974 | 20 mille voyageurs heure/pointe | Bilhete Único de la SPTrans | Latéraux | Souterraine | Station avec structure en béton apparent. |

## À proximité
- Praça da Árvore